# Mario Rondón
Mario Junior Rondón Fernández (Caracas, 26 marzo 1986) è un ex calciatore venezuelano, di ruolo attaccante.

## Caratteristiche tecniche
Gioca come punta centrale.

## Palmarès

### Club

#### Competizioni nazionali
- Campionato rumeno: 2

CFR Cluj: 2019-2020, 2020-2021
- Supercoppa di Romania: 3

CFR Cluj: 2020
Sepsi: 2022, 2023
- Coppa di Romania: 1

Sepsi: 2022-2023